# Średniowieczny uniwersytet

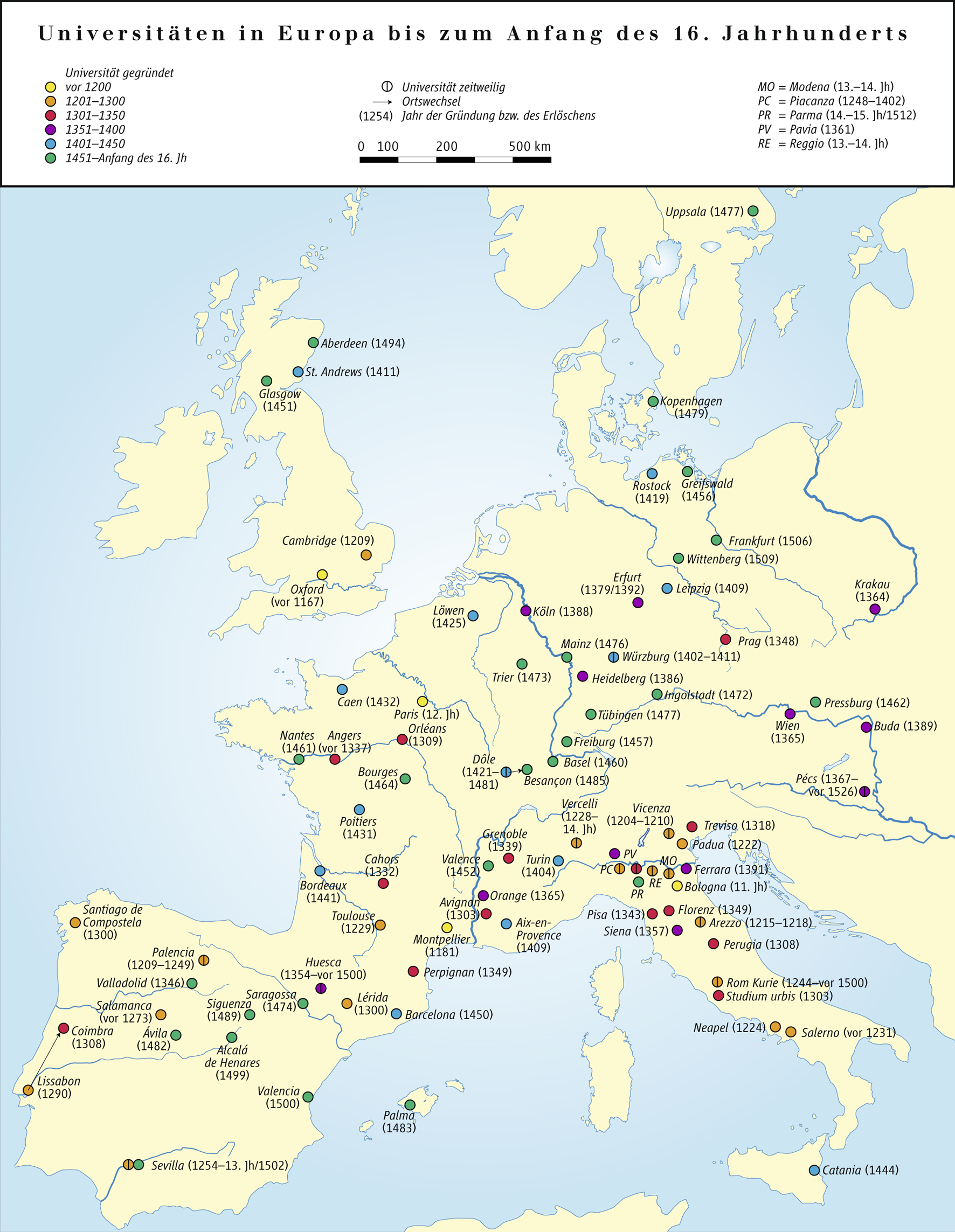
Uniwersytety w średniowiecznej Europie i daty ich powstania

Średniowieczny uniwersytet − powstała w średniowiecznej Europie Zachodniej instytucja szkolnictwa wyższego o charakterze korporacyjnym. Pierwsze uniwersytety powstały w XI i XII wieku we Włoszech, Francji i Anglii.

## Początki średniowiecznych uniwersytetów

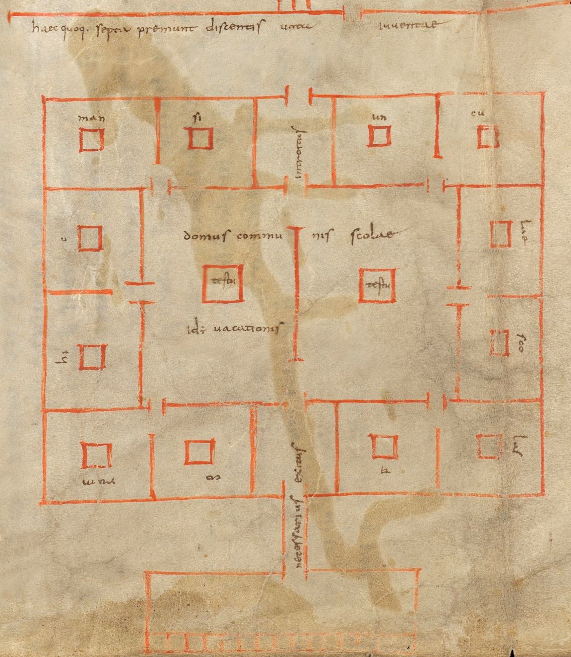
Plan wzorcowej szkoły klasztornej (fragment planu klasztoru w Sankt Gallen ok. 820 r.)

Zachodnioeuropejskie uniwersytety powstały samoczynnie i nie były kontynuacją szkół starożytnych, islamskich czy bizantyjskich. Ich powstanie wiąże się z rozwojem kultury miejskiej w XII i XIII wieku.
W IX-XI w. nauczanie i życie naukowe prowadzone było przede wszystkim w klasztorach (szkoły monastyczne), a uczniowie i mistrzowie należeli zawsze do stanu duchownego. Wraz z rozwojem miast, od XI w. na znaczeniu zaczynają zyskiwać szkoły katedralne i kolegiackie, w coraz większym stopniu otwarte również dla świeckich (choć często stanowili oni mniejszość). Ich zależność od hierarchii kościelnej była znacznie mniejsza. Szkoły miejskie były organizowane na podobieństwo rzemieślniczych cechów, czyli były autonomicznymi związkami mistrzów i uczniów. Między szkołami monastycznymi i katedralnymi (monastykami i scholastykami) istniał konflikt, odbijający się również na filozofii, teologii i polityce. Uniwersytety powstawały z połączenia różnych szkół, a przez to działały w budynkach rozproszonych po całym mieście.
W organizacji szkół katedralnych i kolegiackich do XI w. przodowały Niemcy. W późniejszym okresie, na znaczeniu zaczęły przodować szkoły francuskie i włoskie (np. szkoła św. Wiktora w Paryżu, czy szkoły w Melun i Corbeil). Z czasem szkoły niemieckie ulegały coraz większej marginalizacji, i od XIII w. niemieccy studenci jeździli do nowo powstałych uniwersytetów we Francji i Włoch.

### Studium generale

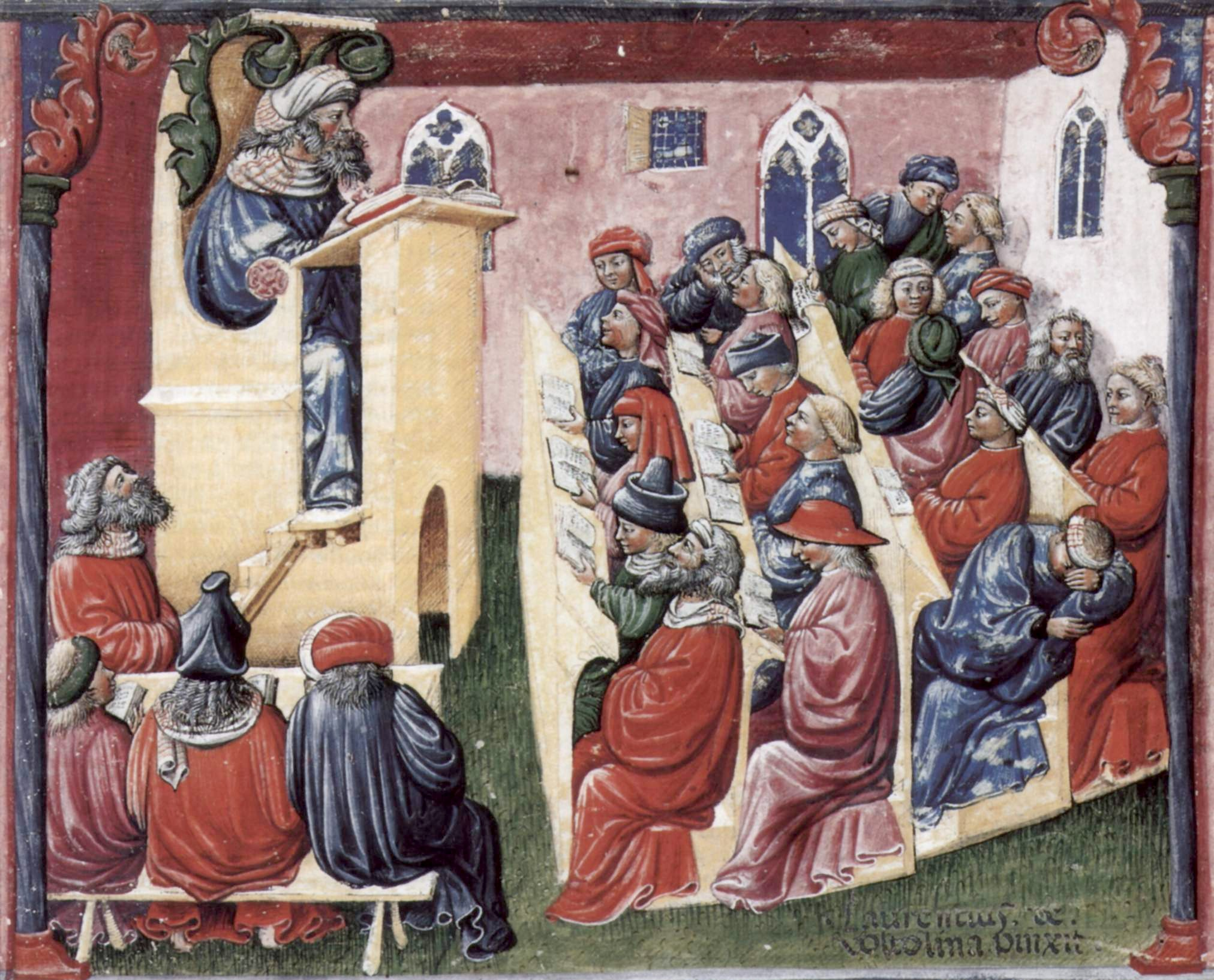
Wykład uniwersytecki (ilustracja z połowy XIV w.)

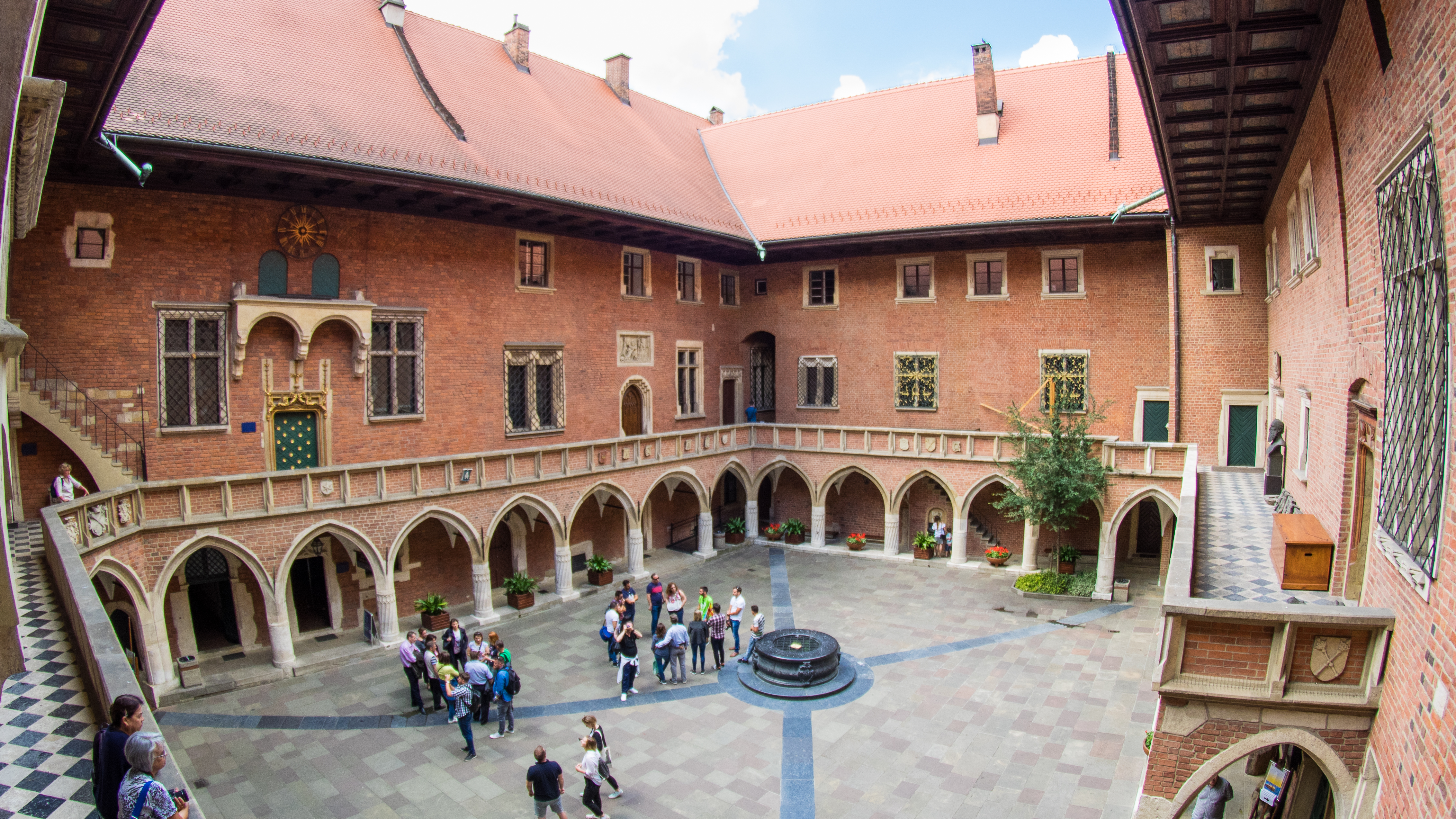
Collegium Maius Uniwersytetu Jagiellońskiego, dziedziniec (2017)

Pod koniec XII wieku niektóre szkoły (w Bolonii, Paryżu czy w Salerno) uzyskały międzynarodową rangę. Zaczęły przyciągać i kształcić mistrzów i uczniów z całej Europy, a ich program był bardziej zaawansowany niż w szkołach lokalnych. Zaczęto je określać mianem studium generale, a późniejsze bulle papieskie uznały ich względną autonomię i międzynarodowy status. Dzięki przywilejom (takim jak prawna niezależność od władz miejskich czy prawo nadawania powszechnie uznawanych stopni naukowych) wyraźnie odznaczały się od pozostałych szkół, stając się podstawą średniowiecznego uniwersytetu.
Studium generale pozostało do końca średniowiecza oficjalną nazwą uniwersytetu. Pojęcie uniwersytetu (universitas magistrorum et scholarium) pojawia się dopiero w 1221.

### Pierwsze uniwersytety
Uniwersytety nie były początkowo zinstytucjonalizowane, lecz były luźnymi organizacjami skupiającymi scholarów. Niewiele jest też źródeł z XI i XII wieku. Stąd daty powstania pierwszych uniwersytetów są umowne i orientacyjne.
Do najstarszych uniwersytetów należą:
- Uniwersytet Boloński (ok. 1088 r.)[9]
- Uniwersytet Paryski (od ok. 1100 r.)[10]
- Uniwersytet Oksfordzki (przed 1167 r., nauczanie prowadzono od 1096 r.)[11]
- Uniwersytet w Cambridge (1209 r., jako organizacja: 1226 r.)[12]
- Studium generale w Palencii (1212 r. lub 1214 r.)
- Uniwersytet w Salamance (1218 r.)[13]
- Uniwersytet Padewski (1222 r.)[14]
- Uniwersytet w Montpellier (1289 r.)[15]

Na wzór Uniwersytetu Paryskiego zorganizowano pierwszy w Europie Środkowej uniwersytet, który powstał 1348 w Pradze z inicjatywy króla Czech Karola IV Luksemburskiego i nosi teraz jego imię (Uniwersytet Karola w Pradze). Był to też pierwszy uniwersytet na terytorium Cesarstwa. Obok Uniwersytetu Karola jedną z najstarszych uczelni w Europie jest pierwszy w Polsce uniwersytet, Uniwersytet Jagielloński, założony przez Kazimierza III Wielkiego w 1364 w Krakowie.
Istniejące uniwersytety niekiedy zwalczały wysiłki miast dążących do otwarcia nowych uniwersytetów, postrzegając to jako konkurencję. Np. w 1505 Aleksander Jagiellończyk, pod wpływem rajców Krakowa zablokował zaawansowany proces otwierania uniwersytetu we Wrocławiu.

## Uniwersytety w walce o autonomię
Uniwersytety walczyły o autonomię od lokalnych władz duchowych oraz władzy świeckiej. W Paryżu początkowo biskup mianował swojego urzędnika, nazywanego scholastykiem, a później kanclerzem, w celu zarządzania szkolnictwem. Zajmował się on udzielaniem pozwoleń na nauczanie. W 1213 roku utracił ten przywilej, a zaczęli zajmować się tym profesorowie uniwersytetu. W 1301 roku urzędnik ten traci oficjalną funkcję zwierzchnika szkół.
W Oksfordzie także biskup Lincolnu zarządzał uczelnią za pomocą kanclerza. Urząd kanclerza został jednak przejęty przez uniwersytet i był wybierany przez jego członków.
W Bolonii w 1219 roku uniwersytet, jako zwierzchnika otrzymał archidiakona, który pełnił funkcję kanclerza. Jego rola ograniczała się do przewodniczenia podczas promocji oraz rozgrzeszania za za zniewagi spotykające członków uniwersytetu.
Członkowie uniwersytetu toczyli także walkę z władzą królewską. W 1229 w Paryżu roku doszło do krwawych starć między studentami oraz królewską policją. W związku z tymi wydarzeniami profesorowie i studenci ogłosili strajk i przenieśli się do Orleanu. W 1231 Ludwik Święty i Blanka Kastylijska uznali niezawisłość uniwersytetu w celu powrotu uczonych do Paryża.
W Oksfordzie uniwersytet otrzymał przywileje podczas kryzysu władzy za Jana bez Ziemi. Także Henryk III zaakceptował niezawisłość uniwersytetu, co było spowodowane chęcią odciągnięcia jego członków od popierania Szymona z Montfort.
Pojawił się też konflikt uniwersytetu z władzą municypalną. Mieszczanom nie podobało się, że profesorowie i studenci wpływają na sprawy ekonomiczne m.in. narzucając maksymalne ceny artykułów żywnościowych. Niepokoiły ich także rabunki i rozboje zdarzające się wśród studentów. W Oksfordzie do chęci uzyskania niezależności przez uniwersytet przyczyniła się sprawa samosądu przeprowadzonego na dwóch studentach za zamordowanie kobiety w 1209 roku.
W celu walki z władzami lokalnymi uniwersytet posługiwał się strajkiem i groźbą emigracji, co było skuteczne, gdyż uczelnie dostarczały kadr urzędniczych, były źródłem prestiżu, a profesorowie i studenci zapewniali dobrą bazę klientów ekonomicznych.
Niezależność uniwersytetów od innych władz wspierało papiestwo. Zapewniało ono uniwersytetom różne przywileje, czego przykładem może być bulla Grzegorza IX Parens scientarium. Zagwarantowano w niej między innymi prawo do zawieszenia wykładów w przypadku bezprawnego uwięzienia członka uniwersytetu lub spotykającej go agresji. Innocenty IV wziął uniwersytet w Oksfordzie "pod opiekę świętego Piotra i papieża" i zobowiązał biskupów Londynu i Salisbury do obrony go przed władzą królewską. W Bolonii archidiakon został postawiony na czele uniwersytetu w celu obrony przed mieszczanami.

## Średniowieczny model uniwersytetu

### Trzy modele uniwersytetu

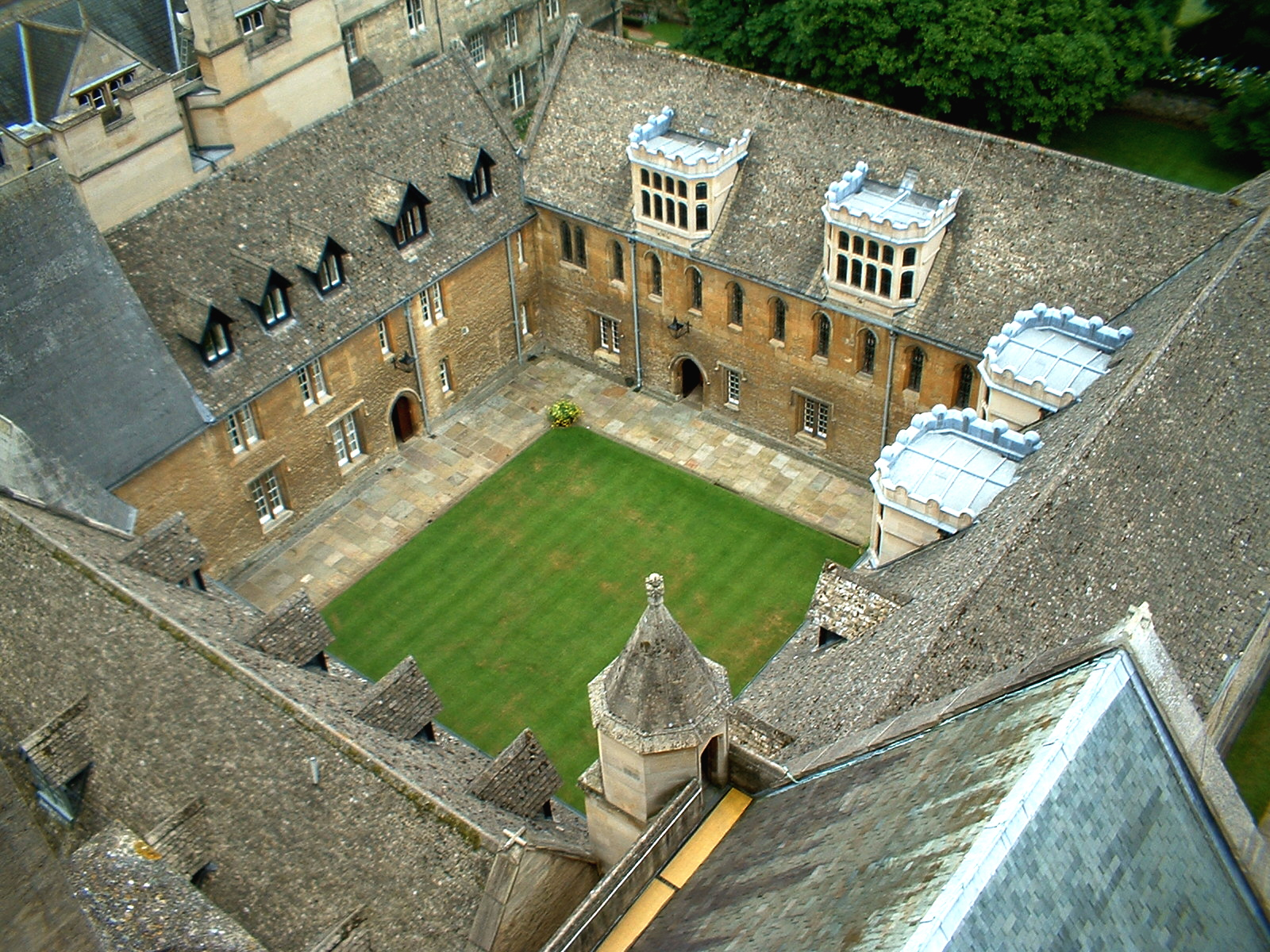
Mob Quad w Merton College, najstarsza zachowana grupa budynków na Uniwersytecie Oksfordzkim (1288-1378).

Pierwsze uniwersytety były wzorem dla powstających później uczelni. W okresie średniowiecza ukształtowały się niezależnie trzy modele organizacji szkolnictwa uniwersyteckiego. Niektórzy autorzy traktują łącznie model boloński i neapolitański (włoski model uniwersytetu), przeciwstawiając go modelowi paryskiemu. Model włoski wiązał uniwersytet z państwem, natomiast model paryski z Kościołem.

#### Model boloński
Uniwersytet w Bolonii znany był szczególnie ze swoich studiów nad prawem. To tutaj w XI w. odkryto Kodeks Justyniana, co zaowocowało odrodzeniem studiów nad prawem rzymskim. Szkoleni w Bolonii legiści upowszechnili jego znajomość w Europie, wpływając na rozwój europejskiego prawa i ustrojów politycznych. W XII w. Gracjan dokonał kodyfikacji prawa kanonicznego (Dekret Gracjana). W bolońskim modelu uniwersytetu kładziono nacisk na nauki prawne (wydział obojga praw), a uczelnia miała za zadanie dostarczać kadr dla państwa
. Na uniwersytecie nie było natomiast wydziału teologicznego.
Uniwersytet Boloński zorganizowany był na zasadzie korporacyjnej. Studiujący organizowali się w związki oparte na wspólnocie językowej (nacje), zawierali umowy z nauczycielami i opłacali ich. Korporacje studentów były w pełni autonomiczne, a rektor był wybierany z ich grona. Większość uczących i studiujących stanowiły osoby świeckie.

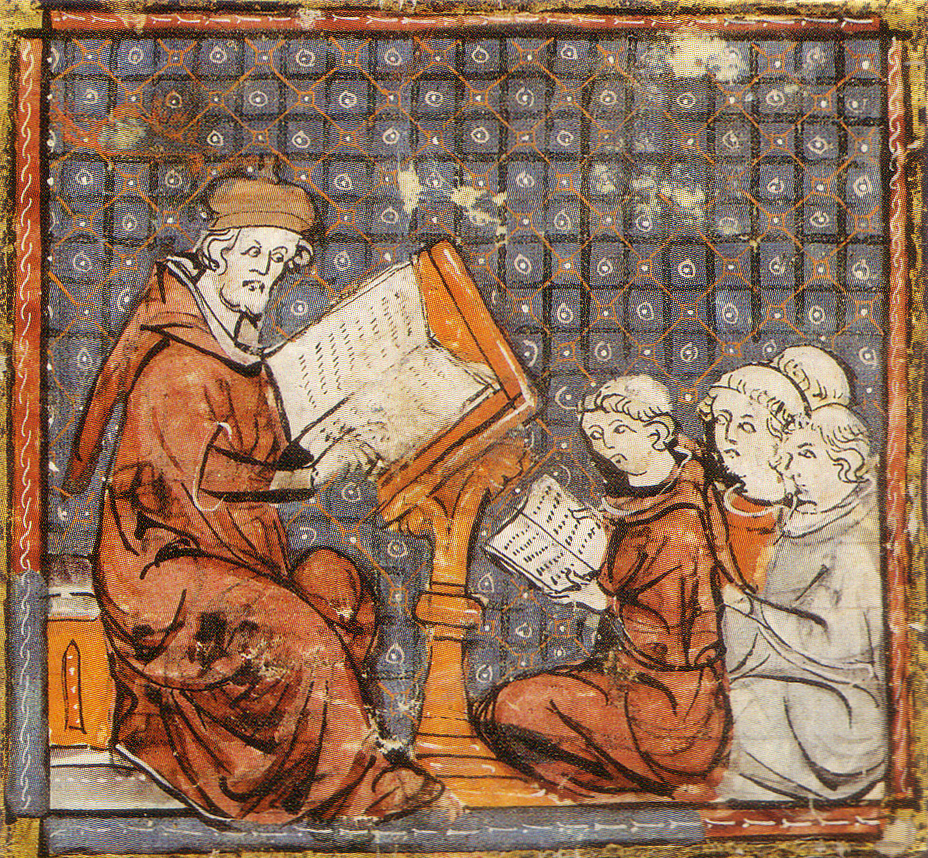
Wykład na Uniwersytecie Paryskim, uczniowie w tonsurach siedzą na podłodze (ilustracja z Grandes Chroniques de France, koniec XIV w.)

#### Model paryski
Uniwersytet Paryski był podporządkowany bezpośrednio miejscowemu biskupowi, który często wpływał na kształt i dobór nauczanych treści. Obowiązywały na nim ścisłe, podobne do zakonnych, reguły, a większość nauczających i uczących się stanowili duchowni. Najważniejszym wydziałem był wydział teologiczny. Rektor wybierany był z grona nauczającego. Uniwersytet nie był jednolitą instytucją, lecz konglomeratem kolegiów, nacji i fakultetów, które miały odrębne władze, zasady organizacji i budynki. Z modelu paryskiego wywodzi się współczesna instytucja uniwersytetu.

#### Model neapolitański
Założony przez Fryderyka II w 1224 roku Uniwersytet w Neapolu był uczelnią zamkniętą, o bardzo ostrych regułach i ściśle związaną z państwem, nastawioną na kształcenie urzędników. Uczniowie i profesorowie mieli zakaz opuszczania uczelni. Był to uniwersytet państwowy, niezależny od Kościoła i utworzony bez papieskiego przywileju. Ten rodzaj organizacji uniwersytetu przyjęty został także na niektórych hiszpańskich uniwersytetach. Chociaż pod względem organizacji nie odegrał znaczącej roli, stanowi zapowiedź późniejszych uniwersytetów państwowych.

### Program studiów

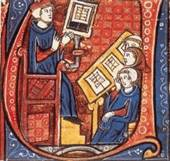
Wykład uniwersytecki (ilustracja z końca XIII w.)

W przeciwieństwie do zwykłych szkół, na średniowiecznych uniwersytetach prowadzono oprócz początkowego programu sztuk wyzwolonych także kursy z medycyny, prawa, filozofii czy teologii.
Studia opierały się na pracy nad tekstami – ich wykładaniu, komentowaniu i dyskusji nad nimi. Lektura tekstów prowadziła od jego literalnego rozumienia (littera), poprzez analizę argumentów (sensus), aż do ostatecznego celu, czyli odkrycia głównej jego myśli (sententia). Rodzące się w jej trakcie pytania i wątpliwości (quaestiones) musiały być wyjaśnione dzięki komentarzom.
Istniała hierarchia tekstów i autorów, w zależności od autorytetu, jakim się cieszyli. Najwyższym autorytetem była Biblia, a w filozofii Arystoteles. Oryginalność i nowość nie były dobrze widziane. Liczyło się wierne odczytywanie autorytatywnych tekstów i umiejętność popierania własnego zdania odpowiednimi cytatami.
Ważną rolę pełniły na uniwersytecie dysputy o ściśle określonej formie. Zaczynały się od postawienia problemu (np. "Czy dusza jest nieśmiertelna?"). Następnie gromadzone były argumenty za i przeciw danej tezie. Dysputa kończyła się wyjaśnieniem danego zagadnienia. Z tej metody dyskutowania (pro-contra-solutio) bierze swoją formę wiele średniowiecznych dzieł filozoficznych i teologicznych (np. O prawdzie Tomasza z Akwinu).
W XV i XVI stuleciu występowało duże zainteresowanie astrologią i była ona także wykładana na ówczesnych uniwersytetach.

### Tytuły
Tytuły nadawane przez uniwersytety uznawane były w całej Europie (czym odróżniały się od wcześniejszych szkół). Na fakultecie filozoficznym nadawano tytuł bakałarza filozofii (baccalarius artium, po ok. 2 latach) i magistra filozofii (magister in artibus, po dalszych 4 latach). Na wydziale teologii nadawano tytuły bakałarza biblijnego (baccalarius biblicus), bakałarza sentencjariusza (baccalarius sententiarius) oraz magistra teologii (magister sacrae theologiae). Po ukończeniu fakultetu prawniczego można było uzyskać tytuł doktora (doctor decretorum lub doctor utriusque iuris), a medycznego – tytuł fizyka (physicus).

### Kolegia
Kolegiami nazywano fundacje w ramach uniwersytetu. Wykształciły się na Uniwersytecie Paryskim, a następnie upowszechniły w Europie. Początkowo fundacje te były bursami dla ubogich studentów, z własnymi źródłami finansowania i statutami organizacyjnymi danymi przez fundatora. Zgromadzeni w nich żacy prowadzili wspólne życie kierowane podobną do klasztornej regułą. Z czasem rola kolegiów rosła. Zyskiwały one własne budynki, w których prowadzono nauczanie, budynki sakralne, biblioteki. Pod koniec średniowiecza w Paryżu było ok. siedemdziesiąt kolegiów, z których najsłynniejsze było Collège de Sorbon.

### Nacje

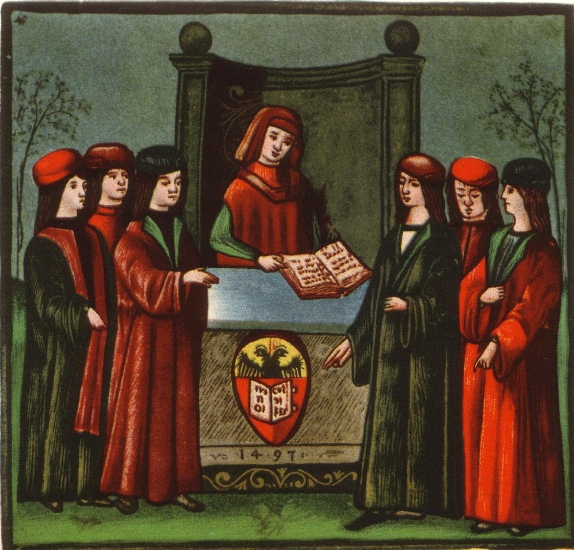
Żacy przyjmowani do nacji niemieckiej na Uniwersytecie Bolońskim (ok. XV w.)

Żacy pobierający nauki na uniwersytetach byli podzieleni na nacje (łac. nationes – ziomkostwa lub vicinia – związki sąsiedzkie), będące wczesną formą korporacji akademickich. Zwyczaj ten pojawił się początkowo na uniwersytetach w Bolonii i Paryżu. Nacje zrzeszały studentów pochodzących z jednego kraju lub prowincji. Wzorowały się na organizacjach mieszczańskich: gildiach kupieckich i korporacjach cechowych. Powstawszy w XII w. funkcjonowały początkowo jako luźne związki. Od XIII w. poczęły formalizować swoją działalność. Posiadały własne statuty, władze i skarb, a nawet medyków i notariuszy. W modelu bolońskim organizacji uniwersytetów, prokuratorzy (najwyżsi urzędnicy) poszczególnych nacji współrządzili uniwersytetem razem z rektorem. Nacja utrzymywała się z wpisowego i składek członków. Dużą część dochodów stanowiły datki absolwentów, którzy po ukończeniu studiów nie zapominali o swojej nacji, a także wpływy z drobnych grzywien nakładanych na członków nacji za różne wybryki. Ważną cechą nacji było własne, autonomiczne sądownictwo właściwe w sprawach członków nacji.
Rozwój monarchii narodowych pod koniec średniowiecza, przyniósł osłabienie systemowi nacji. Ostatecznie rozpadł się on w renesansie, wraz z rozwojem języków narodowych. Tym samym rozpadła się też europejska wspólnota uczonych oparta na łacinie.

## Kobiety
Niektóre z uniwersytetów dopuszczały w swoje mury kobiety. Włoska lekarka Trotula di Ruggiero miała przydzieloną katedrę w szkole medycznej w Salerno, gdzie uczyła szlachetnie urodzone Włoszki. Grupę jej uczennic określa się czasem jako „damy z Salerno”. Jej to też przypisuje się często autorstwo ważnych tekstów medycyny kobiecej: położnictwa i ginekologii. Uniwersytet Boloński pozwalał kobietom uczęszczać na zajęcia od chwili powstania w 1088. Katedrę medycyny w XV wieku prowadziła tam Dorotea Bucca.